# Alexander von Lagorio
Alexander von Lagorio (* 26. Oktober 1890 in Warschau, Polen; † 1. Juni 1965 in Stockholm, Schweden) war ein deutscher Filmkameramann und Fotograf.

## Leben
Der Sohn des Professors der Mineralogie Alexander Evgenievic Karl Leo von Lagorio und Julie Louise, geb. von Faltin studierte vor dem Ersten Weltkrieg in Sankt Petersburg Ingenieurwissenschaften. Er kam zusammen mit der Familie seines Vaters 1917 nach Finnland und im Oktober 1920 nach Berlin, wo Vater Lagorio Assistent des Chemikers Wilhelm Ostwald wurde. Alexander von Lagorio beschäftigte sich, angeregt durch die wissenschaftliche Arbeit seines Vaters und Ostwalds, mit den technischen Problemen des Farbfilms und machte 1923 Aufnahmen für einen Film über Ostwalds Farbenlehre.
Mit der Trickfotografie für Der Kampf der Tertia stieg er 1928 in die Spielfilmproduktion ein. Dann verlegte er sich auf die Arbeit als Kameramann, zunächst als Partner von Curt Oertel. Von besonderer Bedeutung wurde seine Zusammenarbeit mit Leni Riefenstahl 1936 bis 1938 für ihre beiden Olympia-Filme. Er lieferte 1940 auch die Aufnahmen für den ersten abendfüllenden deutschen Farbfilm Frauen sind doch bessere Diplomaten.
Danach zog sich von Lagorio wieder von der aktiven Filmarbeit zurück und beschäftigte sich mit technischen und künstlerischen Fragen der Filmgestaltung, unter anderem in dem 1942 veröffentlichten Vortrag Die naturgetreue Wiedergabe von Farben im Farbfilm.
Der Maler Lev Lagorio war sein Großonkel.

## Filmografie
| - 1928: Der Kampf der Tertia (Trickaufnahmen) - 1929: Revolte im Erziehungshaus - 1930: Das Donkosakenlied - 1931: Niemandsland - 1933: Und jetzt wird gearbeitet (Kurzfilm) - 1933: Der Schimmelreiter - 1934: Schwarzer Jäger Johanna - 1934: Der stählerne Strahl | - 1935: Hundert Tage - 1935: Anschlag auf Schweda - 1936: Die unmögliche Frau - 1936: Standschütze Bruggler - 1936: Die Unbekannte - 1936/38: Olympia (2 Teile) - 1939/41: Frauen sind doch bessere Diplomaten |